# Emily Baldoni
Emily Malou Foxler (Upsala, 3 de agosto de 1984) es una actriz sueca mayormente conocida por haber interpretado a Em en la película Coherence (2013).

## Biografía
Ha intervenido en distintas producciones televisivas estadounidenses como estrella invitada. Entre ellas encontramos participaciones en CSI: NY donde interpretó a Emma Blackstone, una joven que está a punto de casarse con su prometido Brett Dohn (Bill Heck), cuando este aparece muerto; en la serie Burn Notice, donde interpretó a Katya, una mujer rusa y la nueva clienta de Michael, a quien le pide ayuda para encontrar a su hermana quien había sido secuestrada y llevada a los Estados Unidos por pandilleros; o en CSI: Miami donde interpretó a Cynthia Lang, la secretaria del banquero Ian Warner y sospechosa de su asesinato.
En 2010 apareció como invitada en la segunda temporada de la serie Legend of the Seeker donde interpretó a la peligrosa hermana Nicci, la primera líder de las Hermanas de la Oscuridad durante tres episodios. También ha tenido intervenciones capitulares en series como Rizzoli & Isles, El mentalista, Sin rastro o Three Rivers entre otras.
En 2014 se unió al elenco recurrente de la serie Reckless, donde interpretó a la reportera Nancy Davis, quien sale brevemente con Roy Rayder (Cam Gigandet). Ese mismo año apareció como invitada en la serie Agents of S.H.I.E.L.D. donde dio vida a Sofia, una mercenaria contratada por Cybertek para salvaguardar el transporte de sus mercancías a través de Italia, hasta que fue asesinada por Mike Peterson. En 2015 participó en un episodio de la segunda temporada de la serie Jane the Virgin, producción que protagoniza su marido Justin Baldoni.
En el cine la hemos visto en películas como Killer Pad (2008), Los fantasmas de mis exnovias (2009), Adiós dulces 16 (2009), The Lost Tribe (2009) y Identical (2012). En 2013 protagoniza la película Coherence junto a Maury Sterling. Se trata de una película de género fantástico dirigida por James Ward Byrkit. En 2016 se estrenó la película Criticsized dirigida por Carl T. Evans.

## Filmografía

### Series de televisión
| Año  | Título                                     | Personaje                        | Notas                                  |
| ---- | ------------------------------------------ | -------------------------------- | -------------------------------------- |
| 2015 | Jane the Virgin                            | Classmate                        | episodio 23                            |
| 2014 | Reckless                                   | Nancy Davis                      | 4 episodios                            |
| 2014 | Major Crimes                               | Cynthia                          | episodio "Flight Risk"                 |
| 2014 | NCIS: Los Angeles                          | Olivia Brunson                   | episodio "Three Hearts"                |
| 2014 | Agents of S.H.I.E.L.D.                     | Sofia                            | episodio "T.R.A.C.K.S."                |
| 2013 | Mob City                                   | Claire Harmony                   | episodio "His Banana Majesty"          |
| 2013 | Castle                                     | Svetlana Renkov                  | episodio "Need to Know"                |
| 2013 | The Glades                                 | Lily Truster (alias: Inna Szabo) | episodio "Gypsies, Tramps and Thieves" |
| 2012 | Mad Men                                    | Emily                            | episodio "The Phantom"                 |
| 2012 | Men at Work                                | Mesera                           | episodio "Pilot"                       |
| 2012 | Rules of Engagement                        | Stephanie                        | episodio "A Big Bust"                  |
| 2011 | Rizzoli & Isles                            | Sage Molette                     | episodio "Bloodline"                   |
| 2011 | CHAOS                                      | Masha Dratchev                   | episodio "Love and Rockets"            |
| 2011 | Human Target                               | Julia                            | episodio "Marshall Pucci"              |
| 2010 | The Mentalist                              | Heather Rade                     | episodio "Cackle-Bladder Blood"        |
| 2010 | Three Rivers                               | Jill Hollis                      | episodio "Case Histories"              |
| 2010 | Legend of the Seeker                       | Hermana Nicci                    | 3 episodios                            |
| 2009 | CSI: Crime Scene Investigation             | Pam Harris                       | 2 episodios                            |
| 2009 | Bones                                      | Lena Brodsky                     | episodio "The Bond in the Boot"        |
| 2009 | Hallo Hollywood                            | Charlotte Westerlund             | -                                      |
| 2009 | Without a Trace                            | Monica Swall                     | episodio "Daylight"                    |
| 2009 | CSI: Miami                                 | Cynthia Lang                     | episodio "Wolfe in Sheep's Clothing"   |
| 2009 | NCIS: Naval Criminal Investigative Service | Secretaria                       | episodio "Bounce"                      |
| 2008 | Crash                                      | Kathy                            | episodio "Episode One"                 |
| 2008 | How I Met Your Mother                      | Claudette                        | episodio "Intervention"                |
| 2008 | Burn Notice                                | Katya                            | episodio "Comrades"                    |
| 2007 | CSI: NY                                    | Emma Blackstone                  | episodio "One Wedding and a Funeral"   |

### Películas
| Año  | Título                     | Personaje        | Notas |
| ---- | -------------------------- | ---------------- | --- |
| 2020 | Clouds                     | Reportera de CNN | |
| 2013 | Coherence                  | Em               | junto a Maury Sterling, Nicholas Brendon, Elizabeth Gracen, Alex Manugian y Lauren Maher                     |
| 2013 | Automotive                 | Lonely           | junto a Will Estes, Matthew del Negro, Tessa Thompson y Ross McCall                                          |
| 2009 | Ghosts of Girlfriends Past | Nadja            | junto a Matthew McConaughey, Jennifer Garner, Michael Douglas, Breckin Meyer, Lacey Chabert y Robert Forster |
| 2008 | Killer Pad                 | Lucy             | junto a Daniel Franzese, Eric Jungmann, Shane McRae, Jeff Bryan Davis, Noureen DeWulf y Corri English        |

### Miscelánea
| Año  | Título                          | Notas                                   |
| ---- | ------------------------------- | --------------------------------------- |
| 2013 | My Last Days: Meet Shane Burcaw | documental - coordinadora de producción |

### Teatro
| Año  | Obra                       | Personaje | Directora     |
| ---- | -------------------------- | --------- | ------------- |
| 2003 | The House of Bernarda Alba | Magdalena | Lena Hellborg |
| 2003 | Bloo Wedding               | -         | Lena Hellborg |
| 2003 | Yerma                      | -         | Lena Hellborg |
| 2002 | Easter Wedding             | Malin     | Maria Flink   |
| 2001 | The Family                 | Linn      | Maria Flink   |
| 2000 | Café Surprise              | -         | Maria Flink   |
| 1999 | Macbeth                    | -         | Maria Flink   |

## Vida privada
El 27 de julio de 2013 se casó con el actor y director Justin Baldoni. En febrero de 2015 la pareja anunció que estaban esperando a su primer hijo. El 27 de junio de 2015 la pareja dio la bienvenida a su primera hija en su casa de Los Ángeles, llamada Maiya Grace Baldoni. En mayo de 2017 la pareja anunció que estaban esperando su segundo hijo. El 18 de octubre de 2017 Emily dio a luz a su segundo hijo, un niño llamado Maxwell Roland-Samuel Baldoni.